# 笙乃茅桜
笙乃 茅桜（しょうの ちお、10月22日 - ）は、元宝塚歌劇団雪組娘役。
三重県伊勢市、伊勢女子高等学校（現・伊勢学園高等学校）出身。公称身長159cm。愛称は「ひーこ」。

## 略歴
2004年、宝塚音楽学校入学。
2006年、第92期生として宝塚歌劇団入団。入団時の成績は48人中19番。同期に真風涼帆（宙組トップスター）、天咲千華、月野姫花、蘭乃はな（元花組トップ娘役）、すみれ乃麗など。宙組『NEVER SAY GOODBAY』で初舞台。その後雪組に配属。
2008年、1期上の冴輝ちはやと共に、TAKARAZUKA SKY STAGE第7期スカイフェアリーズを務める。
2021年4月11日、「fff-フォルティッシッシモ-／シルクロード〜盗賊と宝石〜」東京公演千秋楽をもって、宝塚歌劇団を退団。

## 主な舞台
- 2007年2月、『ハロー！ダンシング』（バウ・ワークショップ）
- 2007年5月、『エリザベート』新人公演：黒天使
- 2007年11月、轟悠コンサート『LAVENDER MONOLOGUE』
- 2008年1月、『君を愛してる -Je t'aime-』新人公演：アザレ（本役：鞠輝とわ）／『ミロワール』
- 2008年12月、『カラマーゾフの兄弟』（シアタードラマシティ・東京特別）ドミートリー（幼少）
- 2009年3月、『風の錦絵』／『ZORRO 仮面のメサイア』新人公演：ピン・ペ・オビ（本役：晴華みどり）
- 2009年7月、『ロシアン・ブルー　-魔女への鉄槌-』新人公演：バレリーナ（ペトリューシュカ）（本役：沙月愛奈）／『RIO DE BRAVO!!』
- 2009年11月、『情熱のバルセロナ』マルキータ／『RIO DE BRAVO!!』（全国ツアー）
- 2010年2月、『ソルフェリーノの夜明け』新人公演：シスター・アンヌ（本役：麻樹ゆめみ）／『Carnevale 睡夢』
- 2011年4月、『黒い瞳』パルミラ／『ロック・オン!』（全国ツアー）
- 2011年9月、『仮面の男』新人公演：ボーリング・淑女（勝者）[3]（本役：沙月愛奈）／『ROYAL STRAIGHT FLUSH!!』
- 2012年1月、『インフィニティ -限りなき世界-』（宝塚バウホール）
- 2012年3月、『ドン・カルロス』新人公演：女官フロラ（本役：桃花ひな）／『Shining Rhythm!』
- 2012年7月、『フットルース』（梅田芸術劇場、博多座）サラ／カウガール
- 2012年10月、『JIN -仁-』楓、新人公演：松本敦子／ヨネ（本役：舞咲りん）／『GOLD SPARK！-この一瞬を永遠に-』
- 2013年2月、『若き日の唄は忘れじ』琴代／『Shining Rhythm! -新たなる誕生-』（中日劇場）
- 2013年4月、『ベルサイユのばら -フェルゼン編-』農民
- 2013年8月、『若き日の唄は忘れじ』琴代／『ナルシス・ノアールII』（全国ツアー）
- 2013年11月、『Shall we ダンス?』ダンサー女／『CONGRATULATIONS 宝塚!!』
- 2014年3月、『ベルサイユのばら -オスカルとアンドレ編-』（全国ツアー）クレサンティーム
- 2014年6月、『一夢庵風流記 前田慶次』孝蔵主／『My Dream TAKARAZUKA』
- 2014年10月、『伯爵令嬢 -ジュテーム、君を愛さずにはいられない-』（日生劇場）ウージェーヌ
- 2015年1月、『ルパン三世 -王妃の首飾りを追え!-』踊り子／『ファンシー・ガイ!』
- 2015年5月、『星影の人』市哉／『ファンシー・ガイ!』（博多座）
- 2015年7月、『星逢一夜（ほしあいひとよ）』雲太／『La Esmeralda（ラ エスメラルダ）』
- 2015年11月、『哀しみのコルドバ』ガブリエル夫人、リタ（2役）／『La Esmeralda（ラ エスメラルダ）』（全国ツアー）
- 2016年2月、『るろうに剣心』天神
- 2016年6月、『ドン・ジュアン』（KAAT神奈川芸術劇場、シアター・ドラマシティ）騎士団長の娘
- 2016年10月、『私立探偵ケイレブ・ハント』／『Greatest HITS！』
- 2017年2月、『星逢一夜（ほしあいひとよ）』雲太、寿姫（2役）／『Greatest HITS！』（中日劇場）
- 2017年4月、『幕末太陽傳（ばくまつたいようでん）』芸者豆奴／『Dramatic “S”!』
- 2017年8月、『CAPTAIN NEMO -ネモ船長と神秘の島-』（日本青年館・シアタードラマシティ）シャラダ【インド藩王国の女官長】
- 2017年11月、『ひかりふる路〜革命家、マクシミリアン・ロベスピエール〜』／『SUPER VOYAGER！－希望の海へ－』
- 2018年3月、『誠の群像 -新選組流亡記-』お小夜の母／『SUPER VOYAGER！ -希望の海へ-』（全国ツアー）
- 2018年6月、『凱旋門 -エリッヒ・マリア・レマルクの小説による-』マルト／『Gato Bonito!!～ガート・ボニート、美しい猫のような男～』
- 2018年11月～2019年2月、『ファントム』従者
- 2019年3月〜4月、『PRxPRince』（宝塚バウホール）ローズ
- 2019年5月〜9月、『壬生義士伝』竹若／『Music Revolution！』
- 2019年10～11月、『はばたけ黄金の翼よ』霧／『Music Revolution!』（全国ツアー）
- 2020年1～3月、『ONCE UPON A TIME IN AMERICA』Angel
- 2020年8～9月、『炎のボレロ』ナタリー／『Music Revolution!-New Spirit-』（梅田芸術劇場）
- 2021年1～4月、『fff-フォルティッシッシモ-』小さな炎、マリア・ヴァン・ベートーヴェン／『シルクロード〜盗賊と宝石〜』退団公演